# گوس بلیرکیس
گوس بلیرکیس (به انگلیسی: Gus Bilirakis) نمایندهٔ حوزه انتخابیه دوازدهم فلوریدا از حزب جمهوری‌خواه ایالات متحده آمریکا در مجلس نمایندگان ایالات متحده آمریکا است که برای نخستین‌بار در ۴ ژانویه ۲۰۰۷ میلادی به‌عضویت این مجلس درآمد.